# Dagens (drink)
Dagens är en drink, vanligtvis bestående av vitt vin och kolsyrat vatten eller sockerdricka. 
Drinken, som på engelska kallas spritzer, från tyskans Spritzen, som ungefär betyder "spruta, strö, stänka", är i särskilt vanlig i Centraleuropa. I Sverige har drinken sålts på Systembolaget som "Winecooler", medan den på krogen går under namnet dagens. 